# Марстерс, Билл
Уи́льям (Билл) Фатьяна Марстерс (англ. William Fatianga Marsters; 26 ноября 1923 — 26 августа 2004) — первый президент Христианской церкви Островов Кука (CICC), крупнейшей религиозной конфессии на острове.

## Биография
Родился на острове Пальмерстон. Его дед — английский исследователь Уильям Марстерс, в 1863 году со своими тремя полинезийскими женам поселился на тогда ещё необитаемом Пальмерстоне. Чтобы отличить его от других членов семьи Марстерс, названных в честь Уильяма его часто называли «преподобным Биллом».
В 1968 году Билл стал президентом христианской церкви острова после получения автономии в соответствии с законом Парламента Островов Кука. Был популярной фигурой на острове и руководил церковью с Раротонги.
В конце 1970 годов, Марстерс был вынужден уйти с поста президента церкви после скандала с пропавшим церковным фондам. После отставки вернулся на Пальмерстон, где работал пастором CICC и де-факто как глава небольшого островного сообщества потомков Марстерс. Умер в 2004 году в Окленде, Новая Зеландия.

## Критика
В книге 1994 года американского журналиста Майкла Кригера подверглась большой критики работа Марстерса в качестве главы церкви и его последующее поведение на острове, о которых ему сообщили в беседах местные жители.